# Die großen Kriminalfälle
Die großen Kriminalfälle est une série télévisée allemande de documentaires.

## Saisons

### Saison 1
| Épisode | Titre                                          | 1e Diffusion |
| ------- | ---------------------------------------------- | ------------ |
| 1       | Lebenslänglich für Vera Brühne                 | 11 mai 2000  |
| 2       | Der Kindermörder Jürgen Bartsch                | 18 mai 2000  |
| 3       | Der Fall Rosemarie Nitribitt                   | 25 mai 2000  |
| 4       | Der Kreuzworträtsel-Mord                       | 8 juin 2000  |
| 5       | Die Gladowbande – Chicago in Berlin            | 22 juin 2000 |
| 6       | Walter Sedlmayr – Tod eines Volksschauspielers | 29 juin 2000 |

### Saison 2
| Épisode | Titre                                        | 1e Diffusion |
| ------- | -------------------------------------------- | ------------ |
| 7       | Der Frauenmörder von St. Pauli – Fritz Honka | 10 mai 2001  |
| 8       | Tod einer Bestie – Der Fall Hagedorn         | 17 mai 2001  |
| 9       | Der Hammermörder – Blutspur eines Polizisten | 24 mai 2001  |
| 10      | Der Satansmord – Tod eines Schülers          | 31 mai 2001  |
| 11      | Der Soldatenmord – Die Schüsse von Lebach    | 7 juin 2001  |

### Saison 3
| Épisode | Titre                        | 1e Diffusion      |
| ------- | ---------------------------- | ----------------- |
| 12      | Der St.-Pauli-Killer         | 30 septembre 2002 |
| 13      | Jagd auf den Ausbrecherkönig | 6 octobre 2002    |
| 14      | Giftpaket nach Rügen         | 14 octobre 2002   |
| 15      | Der rätselhafte Kindermord   | 21 octobre 2002   |
| 16      | Ein Mord und keine Leiche    | 28 octobre 2002   |

### Saison 4
| Épisode | Titre                                              | 1e Diffusion       |
| ------- | -------------------------------------------------- | ------------------ |
| 17      | Der Blaubart von Fehmarn                           | 16 juin 2004 (NDR) |
| 18      | Die Schlecker-Entführer                            | 16 février 2004    |
| 19      | Der Elternmord von Morschen                        | 22 juin 2004 (NDR) |
| 20      | Mord in der Karibik – Die Todesfahrt der Apollonia | 8 juin 2004 (NDR)  |
| 21      | Der Schmücker-Mord                                 | 15 mars 2004       |
| 22      | Der Mörder in der Mülltonne                        | 22 mars 2004       |

### Saison 5
| Épisode | Titre                                           | 1e Diffusion  |
| ------- | ----------------------------------------------- | ------------- |
| 23      | Schmökel – der Mörder am Gartenzaun             | 13 mars 2006  |
| 24      | Bernhard Kimmel – Der „Al Capone“ von der Pfalz | 20 mars 2006  |
| 25      | Familienbande – Der Mörder und sein Sohn        | 27 mars 2006  |
| 26      | Tod im Taxi                                     | 29 mars 2006  |
| 27      | Post vom Tango-Jüngling                         | 10 avril 2006 |
| 28      | Die Rache der Marianne Bachmeier                | 17 avril 2006 |

### Saison 6
| Épisode | Titre                              | 1e Diffusion    |
| ------- | ---------------------------------- | --------------- |
| 29      | „Dagobert“ – Der Kaufhauserpresser | 8 octobre 2007  |
| 30      | Monika Weimar und der Kindermord   | 15 octobre 2007 |
| 31      | Der Totmacher Rudolf Pleil         | 22 octobre 2007 |
| 32      | Ronny Rieken – Der Mädchenmörder   | 29 octobre 2007 |

### Saison 7
| Épisode | Titre                                      | 1e Diffusion      |
| ------- | ------------------------------------------ | ----------------- |
| 33      | Jakob von Metzler – Tod eines Bankiersohns | 1er décembre 2008 |
| 34      | Der Ripper von Magdeburg                   | 8 décembre 2008   |
| 35      | Der Oma-Mörder von Bremerhaven             | 15 décembre 2008  |

### Saison 8
| Épisode | Titre                                                         | 1e Diffusion    |
| ------- | ------------------------------------------------------------- | --------------- |
| 36      | Rudolph Moshammer: Der einsame Tod des Modemachers            | 5 juillet 2010  |
| 37      | Die tödliche Liebe der Ingrid van Bergen                      | 12 juillet 2010 |
| 38      | Lebenslang weggesperrt … Der Frauenmörder Heinrich Pommerenke | 19 juillet 2010 |
| 39      | Ein Kind verschwindet – der Fall Pascal                       | 26 juillet 2010 |

### Saison 9
| Épisode | Titre                                       | 1e Diffusion   |
| ------- | ------------------------------------------- | -------------- |
| 40      | Das falsche Geständnis des Günther Kaufmann | 14 mai 2012    |
| 41      | Der dramatische Abstieg des Bubi Scholz     | 2 juillet 2012 |

## Sources
- (de) Cet article est partiellement ou en totalité issu de l’article de Wikipédia en allemand intitulé « Die großen Kriminalfälle » (voir la liste des auteurs).
- (en) Cet article est partiellement ou en totalité issu de l’article de Wikipédia en anglais intitulé « Die großen Kriminalfälle » (voir la liste des auteurs).